# Shine On (Riot)
Shine On è un album dal vivo del gruppo musicale heavy metal statunitense Riot, pubblicato dall'etichetta discografica Metal Blade Records nel 1998.

## Il disco
Il disco uscì in CD e contiene delle registrazioni live del gruppo tenutesi nel 1998 durante il tour in Giappone.
Le canzoni presenti sono per lo più tratte dal precedente Inishmore, ma vengono riproposti anche classici della band come Swords and Tequila, Outlaw, Thundersteel e Warrior; il titolo dell'album è ispirato proprio al ritornello di quest'ultima.

## Tracce
1. Black Water (strumentale) – 1:47 (musica: Mark Reale)
2. Angel Eyes – 4:27 (Mike Di Meo, Mike Flyntz, Reale)
3. Soldier – 4:50 (Reale)
4. The Man – 4:03 (Di Meo, Reale)
5. Kings Are Falling – 4:34 (Di Meo, Reale)
6. Bloodstreets – 4:19 (Tony Moore, Reale)
7. Swords and Tequila – 3:23 (Guy Speranza, Reale)
8. Cry for the Dying – 4:42 (Di Meo, Reale)
9. Inishmore (Forsaken Heart) – 1:40 (musica: Reale)
10. Inishmore – 4:30 (Reale)
11. Danny Boy (strumentale) – 2:48 – (musica tradizionale irlandese)
12. Liberty – 5:18 (Di Meo, Reale)
13. Gypsy – 5:11 (Di Meo, Reale)
14. The Last of the Mohicans (Intro: Glory Calling) – 6:59 (Di Meo, Reale)
15. Thundersteel – 3:59 (Don Van Stavern, Reale)
16. Outlaw – 3:59 (Speranza, Reale)
17. Warrior – 5:45 (Speranza, Reale)

Le tracce 9, 10 e 11 sono una trilogia

## Formazione
- Mike DiMeo - voce
- Mark Reale - chitarra
- Mike Flyntz - chitarra
- Pete Perez - basso
- Bobby Jarzombek - batteria